# Gerronema strombodes
Gerronema strombodes (Berk. & Mont.) Singer (pępnica szarobrązowa) – gatunek grzybów należący do rzędu pieczarkowców (Agaricales).

## Systematyka i nazewnictwo
Pozycja w klasyfikacji według Index Fungorum: Gerronema, Marasmiaceae, Agaricales, Agaricomycetidae, Agaricomycetes, Agaricomycotina, Basidiomycota, Fungi.
Po raz pierwszy gatunek ten został opisali w 1856 r. przez Miles Joseph Berkeley i Camille Montagne jako Agaricus strombodes. Obecną, uznaną przez Index Fungorum nazwę nadał mu Rolf Singer w 1961 r.
Ma około 20 synonimów. Niektóre z nich:
- Agaricus strombodes Berk. & Mont. 1856)
- Chrysomphalina strombodes (Berk. & Mont.) Clémençon 1982
- Clitocybe strombodes (Berk. & Mont.) Singer 1951
- Omphalia strombodes (Berk. & Mont.) Sacc. 1887
- Omphalina strombodes (Berk. & Mont.) Murrill 1916

Nazwę polską zaproponował Władysław Wojewoda w 2003 r., wówczas gatunek ten zaliczany był do rodzaju Chrysomphalina (pępnica). Po przeniesieniu go do rodzaju Gerronema nazwa polska jest niespójna z nazwą naukową i myląca, tym bardziej, że obydwa gatunki zaliczane są obecnie do innych rodzin.

## Morfologia
Kapelusz
Średnica 1,5–4 cm, początkowo łukowaty z niewielką wklęsłością, potem silnie lejkowaty. Powierzchnia jedwabista i matowa, początkowo promieniście włóknista i szara do czerwonobrązowej, potem jaśniejsza – kremowa lub ochrowobrązowa, a jej promieniste włókna stają się szarobrązowe. Na środku kapelusz jest ciemniejszy – szarobrązowy.
Blaszki
Szerokie i głęboko zbiegające na trzon. Początkowo białawe, potem kremowożółte. Ostrza gładkie.
Trzon
Wysokość 2–5 cm, grubość 3–5 mm. Jest walcowaty, pusty. Powierzchnia jasnoszarobrązowa, w górnej części przypudrowana, pokryta podłużnymi, białawymi i delikatnymi włókienkami.
Miąższ
Cienki, kremowobiały, gorzkawy.
Cechy mikroskopowe
Zarodniki o wymiarach 7,5–9 × 4–5 μm; gładkie eliptyczne, nieamyloidalne. Podstawki przeważnie 4-zarodnikowe, o wymiarach 30–55 × 6–8 μm. Cystyd brak. Strzępki ze sprzążkami. Wysyp zarodników biały.

## Występowanie i siedlisko
Występuje w Europie, Ameryce Północnej (USA) i Środkowej (Kostaryka). W literaturze naukowej na terenie Polski do 2003 r. podano 6 stanowisk.
Rośnie w lasach iglastych i mieszanych na spróchniałych konarach, pniach i korzeniach  drzew iglastych (głównie na świerku i jodle), ale czasami także drzew liściastych.